# Rugosochusenella
Rugosochusenella es un género de foraminífero bentónico de la subfamilia Chusenellinae, de la familia Schwagerinidae, de la superfamilia Fusulinoidea, del suborden Fusulinina y del orden Fusulinida. Su especie tipo es Rugosochusenella zelleri. Su rango cronoestratigráfico abarca desde el Moscoviense (Carbonífero superior) hasta el Lopingiense (Pérmico superior).

## Discusión
Clasificaciones más recientes incluyen Rugosochusenella en la superfamilia Schwagerinoidea, y en la subclase Fusulinana de la clase Fusulinata.

## Clasificación
Rugosochusenella incluye a las siguientes especies:
- Rugosochusenella borealis †
- Rugosochusenella davalensis †
- Rugosochusenella dialis †
- Rugosochusenella gregaria †
- Rugosochusenella longjiangensis †
- Rugosochusenella minuta †
- Rugosochusenella praegravia †
- Rugosochusenella qinlingensis †
- Rugosochusenella triangulata †
- Rugosochusenella zelleri †
- Rugosochusenella zhonghuaensis †